# 张棣昌
张棣昌（1918年7月14日—1990年2月13日），男，广东梅县人，印尼归侨，中国电影作曲家，曾任中国电影家协会理事，中国音乐家协会理事。